# Тортури в санаторії «Привілля»
Відеозаписи тортур, кастрації та вбивства українського військовополоненого в санаторії «Привілля» російським військовослужбовцем були опубліковані в мережі 28 липня 2022 року. У відео, розповсюджених російськими джерелами, зафіксовано, як росіянин канцелярським ножем кастрував, знущався і стратив пострілом у голову зв'язаного полоненого українця. Відеозаписи викликали широкий міжнародний резонанс. Інтернет-видання The Insider і спільнота журналістських розслідувань Bellingcat за результатами спільного розслідування дійшли висновку, що садист — тувинець Очур-Суге Монгуш 1993 року народження, який служить у чеченському батальйоні «Ахмат». Представники України і США охарактеризували подію як воєнний злочин.

## Вбивство
Відповідно до висновку Bellingcat, вбивство відбулося на території санаторію «Привілля», що недалеко від міста Привілля Луганської області. Видання The Insider вказало, що час за відеозаписами важко визначити.
В українського військовополоненого були зв'язані руки, сам він лежав на землі. Його побили, після чого російський бойовик Очур-Суге Монгуш розрізав одяг і спідню білизну полоненого, і канцелярським ножем відрізав жертві мошонку. Після цього полонений був застрелений впритул, а його тіло прив'язали до автомобіля і впродовж невизначеного часу тягли волоком.

## Розслідування
Інтернет-видання The Insider і спільнота Bellingcat провели спільне розслідування, завдяки чому вдалося встановить місце злочину й особу садиста.
Чоловік, що катував і вбив полоненого, був ідентифікований в інших відеозаписах завдяки своїм капелюху й браслету. Людина з такими ж аксесуарами була зафіксована разом з бойовиками батальйону «Ахмат» на відеозаписах російських телеканалів, датованих 27 червня 2022 року, і знятих на хімічному заводі «Азот», що був захоплений російськими військами 25 червня. Наступне відео з цим же чоловіком було опубліковане 28 червня російським блогером Патріком Ланкастером. В цьому відеозаписі, окрім бойовиків того ж батальйону, зафіксовано білий автомобіль IKCO Sarmand з намальованою на корпусі буквою «Z»; автомобіль з'являвся в відеозаписі вбивства полоненого. Третє відео було опубліковане 11 липня на YouTube-каналі «Расследования и портреты»: запис тривалістю пів години був відзнятий в районі ріки Сіверський Донець, що західніше Лисичанська.
Відеозаписи дозволили отримати портрет вбивці, який був використаний для пошуку у сервісах розпізнавання облич. В результаті через особисті сторінки в соцмережах і групові фото з бойовиками «Ахмату» вдалося встановити особу садиста — ним виявився тувинець Очур-Суге Монгуш 1993 року народження.
Журналістам також вдалося знайти особисті телефонні номери Монгуша і поспілкуватися з ним. Сам Монгуш заперечує свою причетність до тортур і вбивства, заявивши, начебто відео вбивства було опубліковане Збройними силами України після того, як вони знайшли ґвалтівника 10-річної дитини, і було підроблене, а автомобіль з символом «Z» Монгуш ніколи не бачив. Однак разом з цим він підтвердив, що у відеозаписах з хімзаводу «Азот» дійсно він, що суперечить його свідченням про те, що він не бачив білий автомобіль, що був зафіксований як на хімзаводі, так і в відео вбивства. Під час спілкування з журналістами Монгуш ще декілька разів збрехав: він заявив, начебто він не мав жодного стосунку до батальйону «Ахмат», хоча були виявлені спільні фото з цими бойовиками; він заявляв, начебто він ніколи не тримав у руках зброю, але у нині видаленій особистій сторінці Монгуш виклав свої фото зі зброєю; він заявив, що приїхав «додому», де йому спокійніше і де його ніхто не знайде, разом з тим він кілька разів повторив, що зараз перебуває у Москві, що суперечить інформації з відкритих даних і базі реєстрації, в котрих вказано, шо Монгуш жив в Кизилі і Санкт-Петербурзі.
Свідчення Монгуша допомогли встановити місце злочину: так, він сказав журналістам, що згідно з даними ФСБ Росії відео було зняте в санаторії «Привілля» на східному березі Сіверського Донця. Bellingcat, зіставивши кадри з відеозапису і фотографії місцевості, підтвердили цю версію, а у відео Ютуб-каналу «Расследования и портреты» бойовики батальйону «Ахмат» знялися в декількох десятках метрів від місця злочину.

## Реакція
Марі Стразерс, директор міжнародної правозахисної організації Amnesty International по Східній Європі і Центральній Азії, вважає, що напад — «ще один ймовірний приклад повної зневаги до людського життя та гідності в Україні з боку російських військ».
29 липня омбудсмен України Дмитро Лубинець звернувся до Генеральної прокуратури України з проханням перевірити відеозаписи щодо фіксації воєнного злочину. Старший радник Конгресу США Пол Массаро сказав, що російські воєнні злочини — «образа для всього людства», і закликав владу США якнайшвидше передати Україні сучасні танки та далекобійні ракети ATACMS для реактивних систем залпового вогню HIMARS.
Ряд російських пропагандистів заявляли, що відео є постановкою. Телеграм-канал батальйону російських неонацистів «Русич», а також один з бойовиків батальйону, не стали заперечувати факт воєнного злочину і висловилися на підтримку того, що сталося.